# Kathryn Crosby
Kathryn Crosby (West Columbia, 25 de novembro de 1933 – Hillsborough, 20 de setembro de 2024) foi uma atriz e cantora americana que se apresentou em filmes sob os nomes de palco Kathryn Grant e Kathryn Grandstaff.

## Vida e carreira
Nascida Olive Kathryn Grandstaff em West Columbia, Texas, ela se formou na Universidade do Texas em Austin com um Bacharel em Belas Artes em 1955. Dois anos depois, ela se tornou a segunda esposa de Bing Crosby, sendo mais de trinta anos mais jovem. O casal teve três filhos, Harry, Mary Frances e Nathaniel. Ela apareceu como atriz convidada em 1964 a 1965, no seriado da ABC , The Bing Crosby Show, de seu marido.
Ela se aposentou em grande parte após o casamento, mas teve um papel de destaque no drama do tribunal Anatomy of a Murder (1959). Ela também fez o papel de "Mama Bear" ao lado de seu marido e filhos em Goldilocks e co-estrelou com Jack Lemmon na comédia Operation Mad Ball (1957), com Tony Curtis no drama Mister Cory (1957) e como trapezista em The Big Circus (1959).
Em meados da década de 1970, ela recebeu o The Kathryn Crosby Show, um programa de entrevistas local de 30 minutos na KPIX-TV, em São Francisco. O marido, Bing, apareceu como convidado ocasionalmente.
Desde a morte de Bing Crosby em 1977, ela assumiu alguns papéis menores e liderou a curta duração do musical da Broadway em 1996, State Fair.
Por 16 anos, terminando em 2001, Crosby sediou o Crosby National Golf Tournament no Bermuda Run Country Club em Bermuda Run, Carolina do Norte. Uma ponte próxima que leva a US Route 158 sobre o rio Yadkin tem o nome de Kathryn Crosby.
Em 4 de novembro de 2010, Crosby ficou gravemente ferida em um acidente automobilístico na Sierra Nevada que matou seu segundo marido de 85 anos, Maurice William Sullivan, com quem ela havia se casado em 2000.
Crosby morreu em 20 de setembro de 2024, aos noventa anos, em Hillsborough.

## Filmografia

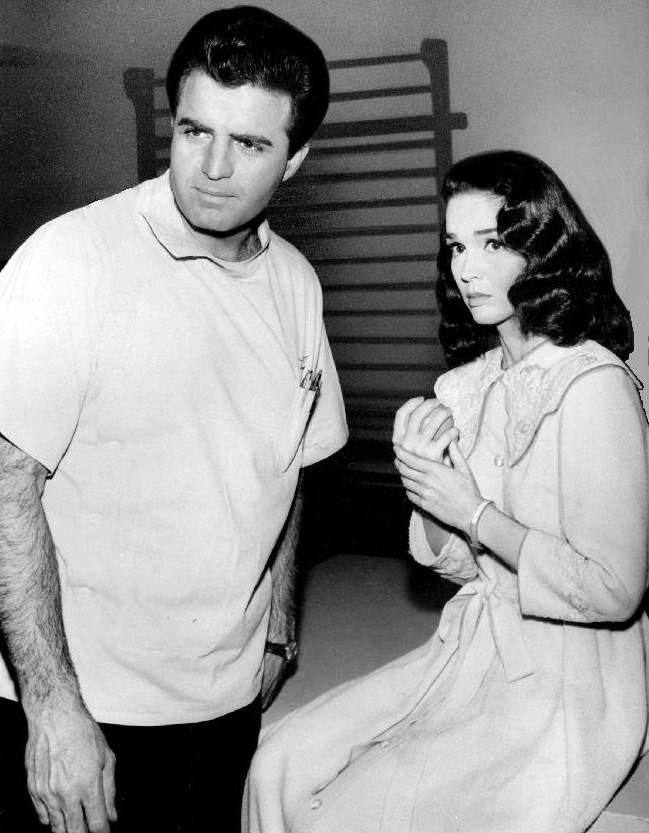
Crosby com Vince Edwards como ator convidado em Ben Casey, 1965.

- So This Is Love (1953) - Showgirl (uncredited)
- Arrowhead (1953) - Miss Mason (uncredited)
- Forever Female (1953) - Young Hopeful (uncredited)
- Casanova's Big Night (1954) - Girl on Bridge (uncredited)
- Living It Up (1954) - Manicurist (uncredited)
- Rear Window (1954) - Girl at Songwriter's Party (uncredited)
- Unchained (1955) - Sally Haskins (uncredited)
- Tight Spot (1955) - Girl Honeymooner (uncredited)
- Cell 2455 Death Row (1955) - Jo-Anne
- 5 Against the House (1955) - Jean, Young Woman in Nightclub (uncredited)
- The Phenix City Story (1955) - Ellie Rhodes
- My Sister Eileen (1955) - Young Hopeful (uncredited)
- Storm Center (1956) - Hazel Levering
- Reprisal! (1956) - Taini
- The Wild Party (1956) - Honey
- Mister Cory (1957) - Jen Vollard
- The Guns of Fort Petticoat (1957) - Anne Martin
- The Night the World Exploded (1957) - Laura Hutchinson
- Operation Mad Ball (1957) - Lt. Betty Bixby
- The Brothers Rico (1957) - Norah Malaks Rico
- Gunman's Walk (1958) - Clee Chouard
- The 7th Voyage of Sinbad (1958) - Princess Parisa
- Anatomy of a Murder (1959) - Mary Pilant
- The Big Circus (1959) - Jeannie Whirling
- 1001 Arabian Nights (1959) - Princess Yasminda (voice)
- Queen of the Lot (2010) - Elizabeth Lambert (final film role)